# 都灵進教之佑圣母圣殿

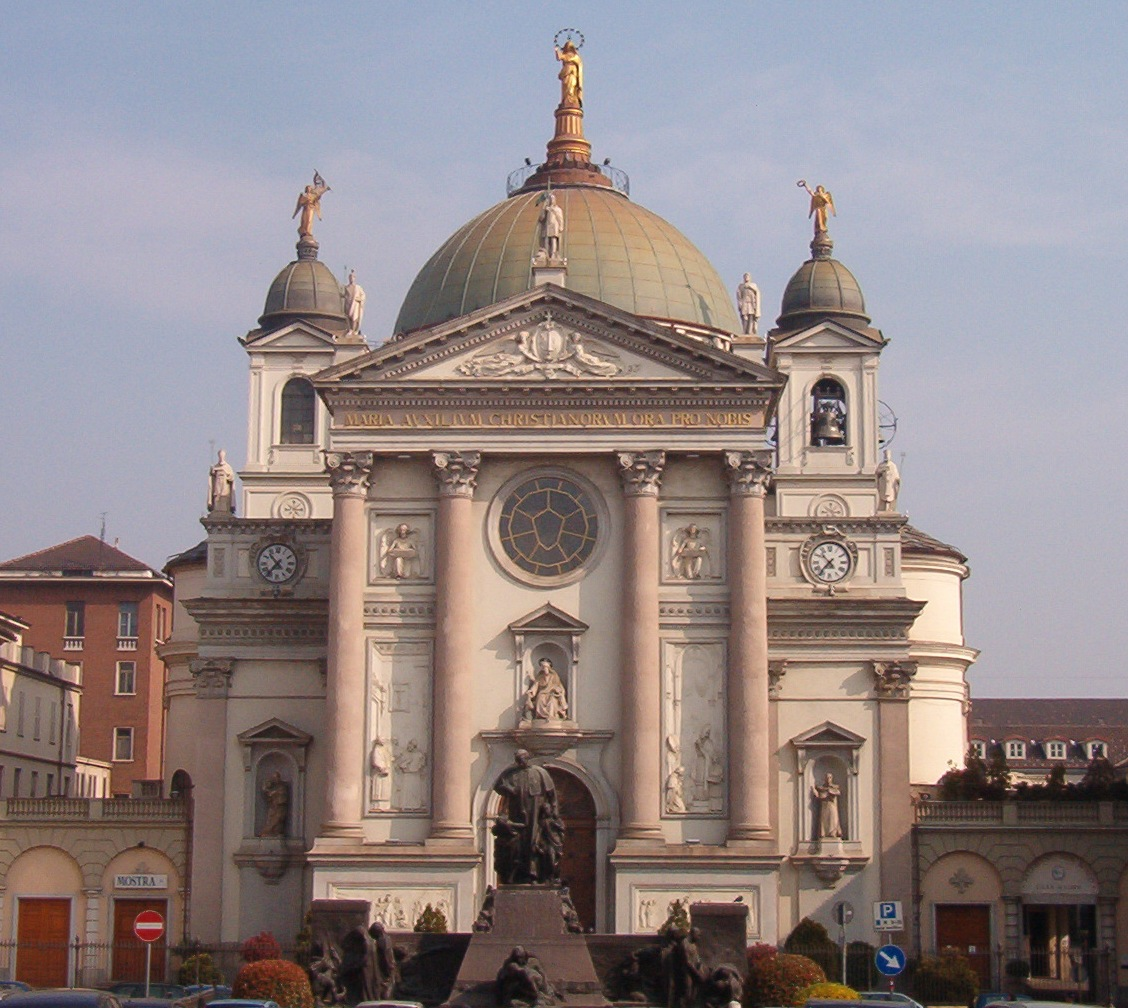
都灵進教之佑圣母圣殿

都灵進教之佑圣母圣殿（義大利語：Basilica di Maria Ausiliatrice）是意大利都灵的一座次级圣殿，原来是圣若望鲍思高创办的贫困男孩之家的一部分，现在埋葬了鲍思高的遗体，和6,000件其他圣徒遗物。教堂兴建于1865年至1868年。 
根据传说，1844年或1845年，圣母在梦中向圣若望鲍思高显现，启示都灵圣徒Solutor, Adventor and Octavius的殉道地点。進教之佑圣母圣殿就建在他们的殉道地点上，并收藏他们的遗物。